# Boulder Creek (Kalifornija)
Boulder Creek je naseljeno područje za statističke svrhe u američkoj saveznoj državi Kalifornija. Prema popisu stanovništva iz 2010. u njemu je živjelo 4,923 stanovnika.